# Конфіденційна інформація
Конфіденці́йна інформ́ація — це інформація про фізичну особу, а також інформація, доступ до якої обмежено фізичною або юридичною особою, крім суб'єктів владних повноважень. Доступ до такої інформації та її поширення можливі лише за згодою її власників (тобто тих, кого ця інформація безпосередньо стосується) та на тих умовах, які вони вкажуть. Відповідно до Ст. 21 ЗУ «Про інформацію» конфіденційна інформація разом із службовою та таємною інформацією належить до інформації з обмеженим доступом.
Інформація, доступ до якої обмеженою юридичною особою, визначається положенням.

## Конфіденційна інформація про особу
До конфіденційної інформації про фізичну особу належать, зокрема, дані про її національність, освіту, сімейний стан, релігійні переконання, стан здоров'я, а також адреса, дата і місце народження. Не допускаються збирання, зберігання, використання та поширення конфіденційної інформації про особу без її згоди, крім випадків, визначених законом, і лише в інтересах національної безпеки, економічного добробуту та захисту прав людини.
Відповідно до Ст. 10 ЗУ «Про доступ до публічної інформації» кожному забезпечується вільний доступ до інформації, яка стосується його особисто. Крім того, кожна особа має право:
- знати у період збирання інформації, але до початку її використання, які відомості про неї та з якою метою збираються, як, ким і з якою метою вони використовуються, передаються чи поширюються;
- вимагати виправлення неточної, неповної, застарілої інформації про себе, знищення інформації про себе, збирання, використання чи зберігання якої здійснюється з порушенням вимог закону.

Розпорядник інформації про особу, тобто той, хто цю інформацію збирає, зберігає і використовує, зобов'язаний:
- надавати її безперешкодно і безкоштовно на вимогу осіб, яких вона стосується;
- використовувати її лише з метою та у спосіб, визначений законом;
- вживати заходів щодо унеможливлення несанкціонованого доступу до неї інших осіб;
- виправляти неточну та застарілу інформацію про особу самостійно або на вимогу осіб, яких вона стосується.

Зберігання інформації про особу не повинно тривати довше, ніж це необхідно для досягнення мети, задля якої ця інформація збиралася.